# Potik (Obuchiw)
Potik (ukrainisch Потік; russisch Поток Potok) ist ein Dorf im Süden der ukrainischen Oblast Kiew mit etwa 1100 Einwohnern (2001).

## Geografische Lage
Das Dorf liegt auf einer Höhe von 140 m am Ufer der Pototschka (Поточка, weitere Bezeichnungen Потік/Помік), einem 30 km langen, linken Nebenfluss der Rossawa (Росава), 15 km nordöstlich vom ehemaligen Rajonzentrum Myroniwka und 100 km südlich vom Oblastzentrum Kiew.
Am 12. Juni 2020 wurde das Dorf ein Teil der neugegründeten Stadtgemeinde Myroniwka, bis dahin bildete es die gleichnamige Landratsgemeinde Potik (Потіцька сільська рада/Potizka silska rada) im Norden des Rajons Myroniwka.
Am 17. Juli 2020 kam es im Zuge einer großen Rajonsreform zum Anschluss des Rajonsgebietes an den Rajon Obuchiw.

## Geschichte
In dem erstmals 1500 schriftlich erwähnten Dorf wurde 1746 die erste Kirche gebaut. 1789 gab es im Dorf 89 Gehöfte mit 1130 Einwohnern. Bis 1799 gehörte das Dorf zu den Gütern von Prinz Poniatowski, dem Neffen des polnischen Königs Stanislaus II. August Poniatowski und wurde dann vom Staatsrat Hryhorij Potscheka gekauft. Nach dessen Tod 1815 heiratete seine Witwe Hryhorij Tarnowskyj (Григорій Степанович Тарновський; 1788–1853), der das Gut und die Dorfbewohner übernahm. 1848 machte dieser ein Testament zugunsten des Sohnes seines Cousins Wassyl Tarnowskyj senior, und dieser übergab das Gut 1856 seinem Bruder Jacob Tarnowskyj. 1837 gab es im Dorf 132 Bewohner und, neben weiteren großen Gebäuden, eine zweistöckige Steintuchfabrik. 1850 errichtete man in Potik eine Zuckerfabrik, eine Stofffabrik sowie eine Ziegelfabrik. Nach der Abschaffung der Leibeigenschaft 1861 hatte das Dorf 2343 Einwohner.

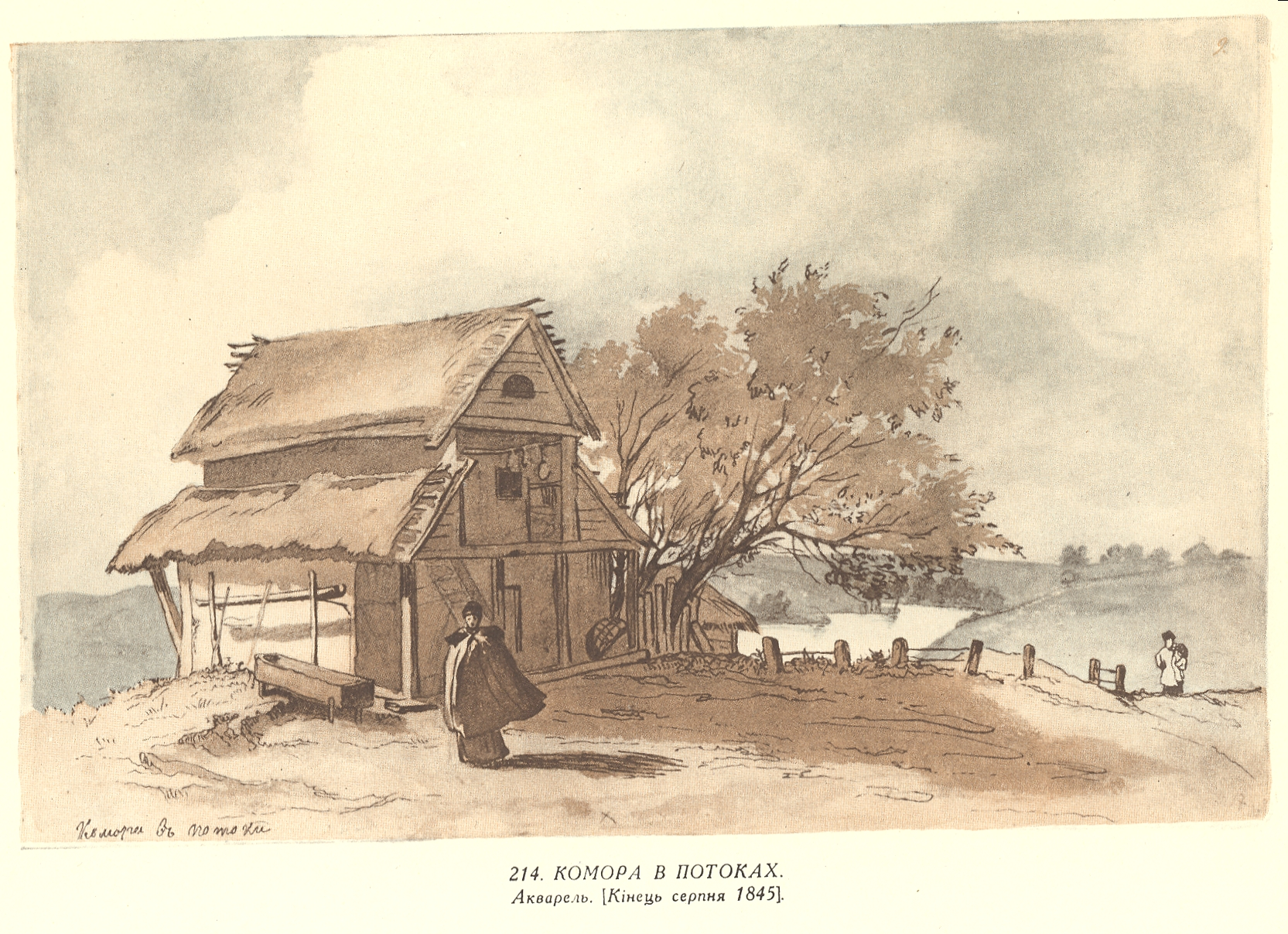
Speisekammer in Potik (ukrainisch Комора в Потоках); Taras Schewtschenko, August 1845

Im August 1845 besuchte der ukrainische Nationaldichter und Maler Taras Schewtschenko im Dorf das Anwesen von Hryhorij Tarnowskyj, wo er zwei Wochen blieb. Schewtschenko zeichnete im Dorf das Bild einer dort stehenden Speisekammer und erwähnte die Ortschaft in Briefen und seinem letzten Roman Mit Vergnügen und nicht ohne Moral wandeln (Прогулянка з задоволенням і не без моралі 1855/56).
Von 1898 bis 1904 arbeitete der ukrainische Schriftsteller Stepan Wassyltschenko als Lehrer im Dorf. Bei Potik wurden Überreste von Siedlungen aus der Bronzezeit (3. bis 1. Jahrtausend v. Chr.) und der Kiewer Rus  aus dem 11. und 12. Jahrhundert gefunden.